# Prostataspezifisches Antigen
Das prostataspezifische Antigen (abgekürzt PSA, auch Semenogelase oder Kallikrein-3) ist ein Enzym, das als physiologisches Sekretionsprodukt der prostatischen Ausführungsgänge dem Ejakulat beigemengt ist und der Verflüssigung des Samenkoagulums dient. Im weiblichen Ejakulat gibt es durch die Paraurethraldrüsen gebildetes PSA. Es wurde als Protein zum ersten Mal 1984 von Pollen (1984) im weiblichen Organismus beschrieben. 
Bei beiden Geschlechtern unterliegt die Genexpression für das PSA-Protein einer hormonellen Regulation  über Steroidrezeptoren für Androgene, Gestagene, Glukokortikoide und Mineralokortikoide, welche dabei allesamt stimulierend wirken. Es handelt sich um eine typische Serinprotease, deren Substrat das Protein Semenogelin-1 ist.
PSA wird vom Drüsenepithel der männlichen Prostata beziehungsweise den weiblichen Paraurethraldrüsen produziert und findet sich in hohen Konzentrationen im Seminalplasma (bis zu 3 mg/ml). Die Herstellung wird von Androgenen kontrolliert. Aus dem Seminalplasma wurde das PSA zuerst im Jahre 1979 von Wang isoliert. In sehr geringen Mengen gibt es PSA in anderen Geweben, so etwa in den Brustdrüsen, der Schilddrüse, den Speicheldrüsen, den Lungen, den Hoden und in der Gebärmutter.
PSA ist ein oft genutzter Laborparameter in der Prostatakrebsdiagnostik. Er ist spezifisch für die Prostata, allerdings nicht für ein Tumorleiden, sondern kann auch bei Entzündungen zum Beispiel bei einem Harnwegsinfekt, gutartiger Prostatavergrößerung, einem Harnverhalt oder aber auch, teils für mehrere Tage, nach jeder mechanischen Beanspruchung im Beckenbereich, etwa durch Sport, v. a. Fahrradfahren, Sex oder medizinische Maßnahmen, wie digitale-rektale Untersuchung (DRU), transrektale Prostatasonographie, oder Blasenkatheter, erhöht sein. Gemäß der aktuellen deutschen Leitlinie soll, bei Anlass über Früherkennung zum Prostatakrebs zu informieren, ergebnisoffen über die Vor- und Nachteile eines PSA-Tests beraten werden. „Männern, die nach der Aufklärung eine Früherkennungsuntersuchung wünschen, soll das Bestimmen des PSA-Wertes als Untersuchungsmethode angeboten werden.“ Bei der Verlaufskontrolle nach einer Behandlung von Prostatakrebs wird der PSA-Test anhaltend als wichtigstes Diagnosemittel angesehen.

## Biosynthese
Um die Produktion des Enzyms hochzufahren, binden zunächst Androgene an den Androgenrezeptor in den Zellkernen von PSA-produzierenden Zellen im Prostataepithel. Der aktivierte Rezeptor agiert als Transkriptionsfaktor an einem Promoter des KLK3-Gens, welches für PSA codiert. Das Gen liegt beim Menschen auf Chromosom 19 und erstreckt sich über 5850 Basenpaare und fünf Exons. Nach der Transkription entsteht mRNA mit 1464 Basen. Diese wird zu einem Präkursor-Protein mit 261 Aminosäuren translatiert. Durch eine posttranslationale Modifikation entsteht das Endprodukt mit 237 Aminosäuren.
Das Prostataspezifische Antigen wurde bisher in verschiedenen Organen und ihren Geweben gefunden, so im Endometrium, im Pankreas, den Speicheldrüsen, sowie auch im Fruchtwasser, im Speichel und im Liquor Hauptproduzent im weiblichen Organismus ist jedoch die Brustdrüse (Glandula mammaria).

## PSA-Konzentration im Blut
Als PSA-Test wird die Messung der PSA-Konzentration im Blutserum bezeichnet. Das PSA kann dabei im Serum an Serumproteine gebunden sein oder frei im Serum vorliegen. Einen festgelegten Normalbereich des PSA-Wertes gibt es nicht. Deutsche Fachgesellschaften sehen in der Regel ab einem Wert von 4 ng/ml weiteren Klärungsbedarf. Der PSA-Wert ergibt sich aus der Balance, wie viel ins Blut gelangt und wie schnell es abgebaut oder ausgeschieden wird. Beides ist bei verschiedenen gesunden Männern sehr unterschiedlich. Beeinflusst wird er unter anderem von der Menge an Prostatagewebe, welche meist im Alter zunimmt, oder durch Medikamente, Erkrankungen oder Reizungen der Prostata. Alles, was die Prostata mechanisch beansprucht (auch indirekt durch Beanspruchungen im Beckenbereich, etwa durch Sport, vor allem Fahrradfahren, Sex oder medizinische Maßnahmen, wie digitale-rektale Untersuchung (DRU), transrektale Prostatasonographie oder Blasenkatheter), kann die Werte erheblich erhöhen. Einige Medikamente sowie die Entfernung von Prostatagewebe können die Werte auch deutlich senken.

### Freies und gebundenes PSA
PSA liegt in freier (fPSA) und gebundener Form (komplexiert an Chymotrypsin und Makroglobulin; komplexiertes PSA oder cPSA) vor. Beide zusammen werden als das Gesamt-PSA (totales PSA oder tPSA) gemessen. Mit konventionellen Assays wird das Gesamt-PSA bestimmt. Der Anteil des fPSA und des cPSA lässt sich getrennt messen. Die Halbwertszeit des gebundenen PSA beträgt 48–72 Stunden. Es wird in der Leber verstoffwechselt. Freies PSA hat eine Halbwertszeit von zwei bis drei Stunden und wird über die Niere ausgeschieden.

### Prostatakrebs-Erkennung
Ein hoher PSA-Wert geht meist mit Veränderungen der Prostata einher. Je höher der PSA-Wert ist, desto höher ist die Wahrscheinlichkeit, dass eine Erkrankung vorliegt. Dabei sind gut- und bösartige Veränderungen zu unterscheiden. Das PSA kann nämlich auch bei der gutartigen Prostatavergrößerung, der sogenannten benignen Prostatahyperplasie (BPH), ebenso erhöht sein wie bei einer Entzündung, der sogenannten Prostatitis, oder dem (selteneren) Prostatainfarkt.
Bei jedem PSA-Wert kann ein Karzinom vorliegen. Der positive prädiktive Wert, das heißt die Wahrscheinlichkeit, das Prostatakarzinom tatsächlich korrekt vorherzusagen, liegt bei PSA-Werten zwischen 4 ng/ml und 10 ng/ml bei 25–35 %, bei Werten über 10 ng/ml bei 50–80 %. Bei zwei Dritteln der Tumoren in einem organbegrenzten Stadium steigt der PSA-Wert nicht über 10 ng/ml. Bei der Erstdiagnose eines Prostatakarzinoms hat jeder fünfte Patient ein PSA unter 4 ng/ml. 60 % dieser Karzinome haben laut Biopsien einen Gleason-Score von (maximal) 6, ein Hinweis auf eine weniger aggressive Form.
Die Definition eines Grenzwertes, um die bestmögliche Unterscheidung zwischen gut- und bösartiger Veränderung der Prostata zu ermöglichen, ist schwierig. Es ist abzuwägen zwischen zu vielen falsch-positiven Befunden (bei diesen Männern liegt kein Krebs vor und es wird unnötigerweise eine Stanzbiopsie der Prostata gemacht) und zu vielen falsch-negativen Befunden (bei diesen Männern liegt Krebs vor; er wird aber nicht erkannt).
Altersabhängige Grenzwerte, bei denen etwas niedrigere Grenzwerte für jüngere Patienten gelten und etwas höhere für ältere Patienten, verbessern die Situation etwas. Weitere Möglichkeiten sind die Beachtung des PSA-Quotienten (Quotienten aus freiem und Gesamt-PSA), der PSA-Dichte (PSA-Konzentration in Abhängigkeit vom Prostatavolumen) und der PSA-Velocity (Anstiegsgeschwindigkeit des PSA). Dabei ist zu beachten, dass immer nur Werte, die mit demselben Testsystem bestimmt worden sind, verglichen werden sollten.

#### PSA-Quotient
Der Anteil des freien PSA am Gesamt-PSA wird als PSA-Quotient bezeichnet und ist bei Vorliegen eines Prostatakarzinoms kleiner als bei gesunden Männern. Je niedriger diese Verhältniszahl ist, umso höher ist die Wahrscheinlichkeit für das Vorliegen eines Prostatakarzinoms. Die Bestimmung des freien PSA bietet eine weitere Entscheidungshilfe bei der Frage einer Prostata-Biopsie. Bei der Definition eines Grenzwertes ergeben sich dieselben Probleme wie oben. Es sind derzeit mehr als 100 Testsysteme für PSA/FPSA auf dem Markt. Jedes Testsystem hat seinen eigenen Grenzwert für den PSA-Quotienten bei gleicher Sensitivität und Spezifität für die Entdeckung oder den Ausschluss eines Prostatakrebses. Die deutsche Leitlinie „Prostatakarzinom“ gibt, in Abhängigkeit vom Messverfahren, bei einem Wert von > 0,24 ein „eher geringes Risiko für das Vorliegen eines klinisch relevanten Prostatakarzinoms“ an. Deutsche Labore geben häufig den prozentuale Anteil des freien am Gesamt-PSA an, hierbei variieren die angegebenen Grenzwerte erheblich: < 10 % Prostatakarzinom wahrscheinlich, > 20 % unwahrscheinlich, < 20 % und >26 %, teilweise aber auch eindeutige Grenzen bei 15 % oder 25 %. Die europäische Leitlinie gibt hierzu keine Empfehlung.

#### PSA-Dichte
Die Maßzahl des Tumormarkers PSA ist, statistisch gesehen, auch abhängig von der Größe der Prostata. Deshalb kann der PSA-Wert relativ zur Größe der Prostata – die sogenannte PSA-Dichte (engl. PSA density) – berechnet werden. Hierbei wird die Maßzahl des PSA [ng/ml] durch das sonographisch oder magnetresonanztomographisch bestimmte Volumen der Prostata (ml) geteilt. Die Maßeinheit der PSA-Dichte ist ng/ml/ml, wird teilweise aber auch, mathematisch korrekt, als ng/ml² angegebenen, ebenso wie ng/ml/cc.
Die Höhe der PSA-Dichte korreliert mit der klinischen Signifikanz eines Prostatakarzinoms, insbesondere bei kleineren Prostatae. Bei einer PSA-Dichte kleiner 0,09 ng/ml/ml besteht eine Wahrscheinlichkeit von unter 4 % für das Vorliegen einer bösartigen Erkrankung der Prostata. Entsprechend der Höhe der PSA-Dichte werden vier Risikogruppen für das Vorliegen einer relevanten bösartigen Veränderung der Prostata (ISUP-Grade ≥ 2) unterschieden.
| Risikogruppe          | niedrig | mittel-niedrig | mittel-hoch | hoch   |
| PSA-Dichte [ng/ml/ml] | < 0,10  | 0,10–0,15      | 0,15–0,20   | ≥ 0,20 |

Eine wesentliche Einschränkung bei der Verwendung der Prostata-Dichte stellt die fehlenden Standardisierung der Volumenbestimmung sowie unterschiedliche Ergebnisse in Abhängigkeit von der Untersuchungsmethode dar. Hierbei entsprechen die Messergebnisse im MRT recht gut der wahren Größe gemessen nach Entfernung des Organs. Beim transrektalen Ultraschall wird die Größe der Prostata im Vergleich zum MRT eher unter-, beim transabdominale Ultraschall eher überschätzt. Von der Bestimmung transabdominal wird aus diesem Grund abgeraten.
Die PSA-Dichte kann verwendet werden, um die Abschätzung der Wahrscheinlichkeit für eine bösartige Veränderung der Prostata, insbesondere nach einer Magnetresonanztomographie (MRT), zu verbessern.
Nach einer Metaanalyse und systematischen Übersichtsarbeit von 2024 war bei einem unklaren MRT-Befund bezüglich eines bedeutenden Krebsrisikos (Likert score/PI-RADS: Stufe 3) die Wahrscheinlich eines solchen Krebs nur ca. 5 %, wenn die PSA-Dichte nicht größer als 0,10 ng/ml/ml war.
Die European Association of Urology (EAU) und fünf andere Fachgesellschaften gaben in ihrer gemeinsamen Leitlinie zum Thema Prostatakrebs von 2024 zur Frage der Anwendung der PSA-Dichte folgende Empfehlungen heraus:
- Wenn das Vorliegen einer bösartigen Erkrankung der Prostata nach einer MRT-Untersuchung (sehr) unwahrscheinlich (Likert score/PI-RADS: Stufe 1 oder 2) und die PSA-Dichte kleiner als 0,20 ng/ml/ml ist, besteht ein niedriges und damit akzeptables Risiko von maximal 8 % für eine bösartige Veränderung ISUP-Grade 2 oder höher. Entsprechend sollte eine Probeentnahme aus der Prostata (systematische Biopsie) nur dann in Erwägung gezogen werden, falls ein erhöhtes Krebsrisiko durch einen Tastbefund oder eine familiäre Vorbelastung besteht.
- Bei unklarem MRT-Ergebnis (Likert score/PI-RADS: Stufe 3) und einer PSA-Dichte kleiner als 0,10 ng/ml/ml, besteht ebenfalls nur ein niedriges Risiko (4 %). Eine gezielte Biopsie sollte nur in Erwägung gezogen werden, falls ein erhöhtes Krebsrisiko durch einen Tastbefund oder eine familiäre Vorbelastung besteht.
- Eine Biopsie sollte ab einem mittel-niedrigen Risiko (Likert score/PI-RADS ≤ 2 + PSA-Dichte ≥ 0,20 ng/ml/ml oder Likert score/PI-RADS 3 + PSA-Dichte > 0,10 ng/ml/ml) in Betracht gezogen werden („consider biopsy“).
- Ab einem Likert score/PI-RADS 3 + PSA-Dichte ≥ 0,20 ng/ml/ml liegt ein hohes Risiko (28 %) für eine Veränderung ISUP-Grade 2 oder höher vor, so dass eine Biopsie erfolgen sollte („perform biopsy“).

Das britische National Institute for Health and Care Excellence (NICE) empfiehlt seit 2019, aktualisiert Ende 2021, bei erhöhtem PSA-Wert und Likert score ≤ 2 oder negativer Biopsie eine PSA-Folgemessung nach 3 bis 6 Monaten unter Verwendung der PSA-Dichte. Eine (erneute) Prostatabiopsie solle Patienten bei einem starken Verdacht auf Prostatakrebs (PSA-Dichte > 0,15 ng/ml/ml oder PSA-Anstiegsgeschwindigkeit > 0,75 ng/ml/Jahr oder eine starke familiäre Belastung), unter Berücksichtigung von Lebenserwartung und Komorbiditäten empfohlen werden.

#### Screening / Früherkennung
Ziel des PSA-Screening ist die Erhöhung der Lebenserwartung durch Früherkennung von Prostatakrebs.
Ob dieses Ziel erreicht werden kann, ist älteren Quellen zufolge umstritten und jedenfalls bisher nicht nachgewiesen. Wer in Deutschland an Prostatakrebs stirbt, sei sogar drei Jahre älter als das durchschnittliche männliche Sterbealter. Weiter seien von den Männern über 50, die eines natürlichen Todes gestorben sind, ein Drittel nicht an Prostatakrebs verstorben, obwohl sie Prostatakrebs hatten. Männer ab ca. 70 Jahren sterben unter anderem mit Prostatakrebs, nicht an ihm.
Laut einer finnischen Studie wurde bei Männern, die dreimal im Abstand von vier Jahren am PSA-Screening teilnahmen, in 12,5 % der Fälle ein falsch positiver Befund mitgeteilt. In den drei verschiedenen Screening-Runden schwankte der Anteil der falsch positiven Ergebnisse zwischen 3,3 und 12,1 %. Zwischen einem Viertel und einem Drittel der Männer wollte nach einem falsch positiven Ergebnis nichts mehr vom PSA-Test wissen.
2010 sagt der Entdecker des PSA: „PSA sollte keinesfalls genutzt werden, um alle Männer über 50 regelmäßig zu testen, wie es jene wollen, die wahrscheinlich davon profitieren.“ Weiter: „Ich hätte mir nie träumen lassen, dass meine Entdeckung vor 40 Jahren in eine derartige profitgetriebene Katastrophe für das Gesundheitswesen führen würde. Die Medizin sollte sich der Realität stellen und den unangemessenen Einsatz von PSA-Tests stoppen. Das würde Milliarden Dollar sparen und Millionen Männer vor unnötigen und beeinträchtigenden Behandlungen bewahren.“
Im Dezember 2019 veröffentlichte das Institut für Qualität und Wirtschaftlichkeit im Gesundheitswesen (IQWiG) einen Vorbericht unter der Überschrift: Prostatakrebsscreening mittels PSA-Test. Darin wurden folgende Schlussfolgerungen gezogen:

„Das Prostatakarzinomscreening mittels PSA-Test schadet deutlich mehr Männern durch Überdiagnosen, als es Männern nutzt. Daher wird zusammenfassend festgestellt, dass der Nutzen des Prostatakarzinomscreenings mittels PSA-Test den Schaden nicht aufwiegt.“

Nach der Interdisziplinären S3-Leitlinie zur Früherkennung, Diagnose und Therapie der verschiedenen Stadien des Prostatakarzinoms von Oktober 2021 wird ein PSA-Test als Vorsorgemaßnahme ausdrücklich nicht allgemein empfohlen. Männer ab 45 sollen von Fachärzten lediglich über diese Maßnahme als Möglichkeit informiert werden, einschließlich der Vor- und Nachteile und der Grenzen der Aussagekraft des Tests. In dem Fall sollen die Risiken, wie Überdiagnose und Übertherapie, in natürlichen Zahlen und auch grafisch dargestellt werden.
Zu allgemeinen Problemen von Screening-Untersuchungen und der Früherkennung von Krankheiten siehe dort.

#### Kostenübernahme der PSA-Messung
Aufgrund der oben beschriebenen geringen Sicherheit des PSA-Tests ist seine Anwendung bei gesunden Männern in Deutschland keine Leistung der gesetzlichen Krankenkassen zur Krankheitsfrüherkennung, sondern als individuelle Gesundheitsleistung selbst zu bezahlen. In Österreich übernehmen die Krankenkassen die Kosten ab dem 50. Lebensjahr, und die Untersuchung ist obligater Bestandteil der urologischen Vorsorgeuntersuchung. Bei Männern mit erhöhtem Krebs- bzw. beschleunigtem Krebswachstums-Risiko, z. B. bei Prostatakrebs oder Testosteron-Gabe, wird die regelmäßige Kontrolle des PSA-Werts als notwendig angesehen. Entsprechend wird die Messung dann auch in Deutschland von der Krankenkasse bezahlt.

### Ergänzende Untersuchungen

#### Prostatakrebs-Tastbefunde
Der Tastbefund, der als digital-rektale Untersuchung der Prostata bezeichnet wird, weist in der Screeningpopulation in 1,45 bis 3,3 % der Fälle die Krebserkrankung nach. Die Erkennungsrate des Prostatakarzinoms mittels PSA-Bestimmung innerhalb der Screeningpopulation liegt bei 4,6 %. Werden beide Methoden kombiniert, steigt die Erkennungsrate auf 5,8 %. Erwähnenswert ist in diesem Zusammenhang, dass auch der erfahrene Untersucher Karzinome erst ab einer Größe von 7 mm digital-rektal tasten kann.

#### PCA3-Test
- PCA3 zur in bestimmten Fällen sinnvollen und schonenden weiteren Abklärung nach der PSA-Bestimmung und vor der Biopsie über eine Urinprobe bei Verdacht auf ein Prostatakarzinom.

### PSA-Messung nach Prostatakrebs-Therapie
Die Bedeutung des PSA-Tests zur Verlaufskontrolle nach erfolgter Therapie eines Prostatakarzinoms ist unbestritten. Die Einführung der PSA-Bestimmung hat alle anderen Verfahren zur Rezidivsuche zurückgedrängt.
- Ein Abfall erhöhter Werte in den Referenzbereich weist auf eine Remission der Erkrankung. Nach radikaler Prostatektomie gelten Patienten mit PSA-Werten unter der Messgrenze als rezidivfrei. Die PSA-Kontrollen sollten im ersten Jahr alle drei Monate, danach für weitere vier Jahre im halbjährlichen Abstand erfolgen.
- Im Anschluss an eine Strahlentherapie der Prostata kann es zu einem (ein- oder mehrmaligen) vorübergehenden Anstieg des PSA ein bis fünf Jahre nach der Behandlung kommen, dessen Ursache bislang nicht verstanden wird und der als PSA-bounce bezeichnet wird.
- Im Falle einer primären hormonellen Behandlung des Prostatakarzinoms erlauben die PSA-Werte innerhalb des ersten Halbjahres eine Beurteilung des Erfolgs. Die Kontrollen sollten entsprechend engmaschig weitergeführt werden, um nach einem eventuellen Wiederanstieg individuelle Behandlungsstrategien entwickeln zu können.

Eine Tumorprogression nach Therapie ohne PSA-Anstieg ist äußerst selten. Der Anstieg selbst geht der klinischen Manifestation eines Rezidivs in der Regel um Jahre voraus. Falls es nach radikaler Prostataentfernung zu einem PSA-Wiederanstieg kommt und keine der üblicherweise empfohlenen Behandlungen durchgeführt wird, beträgt die Zeit vom Beginn des PSA-Wiederanstieges bis zur Bildung von Metastasen mit Beschwerden durchschnittlich acht Jahre.